# Lattingtown
Lattingtown es una villa ubicada en el condado de Nassau en el estado estadounidense de Nueva York. En el año 2000 tenía una población de 1.860 habitantes y una densidad poblacional de 189,9 personas por km². Lattingtown se encuentra dentro del pueblo de Oyster Bay.

## Geografía
Lattingtown se encuentra ubicada en las coordenadas 40°53′40″N 73°35′42″O / 40.89444, -73.59500. Según la Oficina del Censo, la ciudad tiene un área total de 9,9 km² (3,8 mi²), de la cual 9,8 km² (3,8 mi²) es tierra y 0,1 km² (0 mi²) (1.05%) es agua.

## Demografía
Según la Oficina del Censo en 2000 los ingresos medios por hogar en la localidad eran de $136,807, y los ingresos medios por familia eran $156,462. Los hombres tenían unos ingresos medios de $100,000 frente a los $44,063 para las mujeres. La renta per cápita para la localidad era de $76,260. Alrededor del 4.5% de la población estaban por debajo del umbral de pobreza.